# Giuseppe Guarneri
Giuseppe Guarnieri del Gesu (21. august 1698 – 17. oktober 1744) var en italiensk violinbygger fra Cremona. Han byggede blandt andet Niccolò Paganinis foretrukne violin, "Il Canone" i 1743.